# Pfarrkirche Engstetten

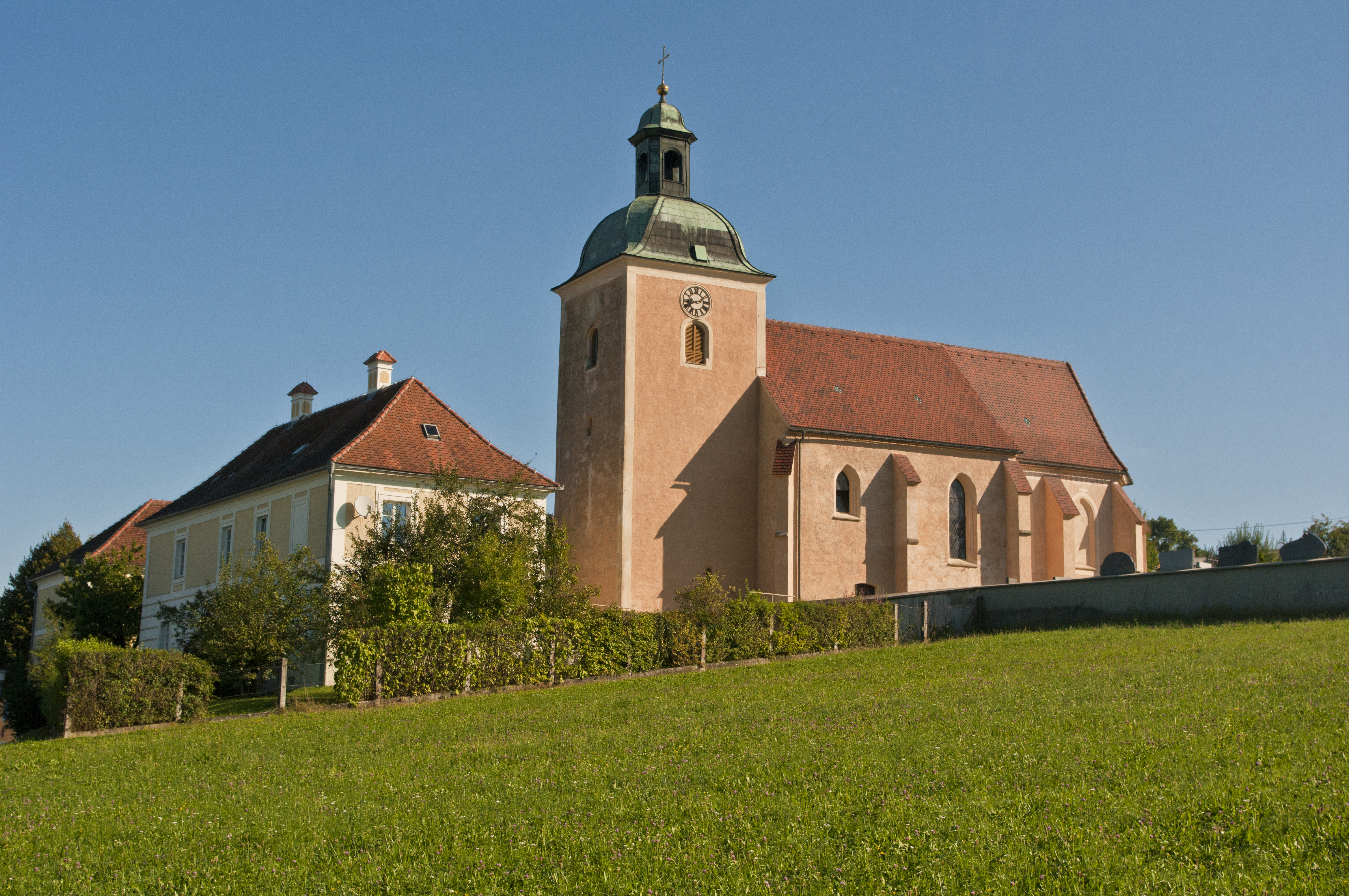
Pfarrhof und Pfarrkirche Engstetten (2011)

Die Pfarrkirche hl. Johannes der Täufer ist eine römisch-katholische Kirche im Ort Engstetten in der Marktgemeinde St. Peter in der Au im Bezirk Amstetten in Niederösterreich.

## Geschichte
Die Kirche war um 1110 eine Eigenpfarrkirche vom ehemaligen Benediktinerstift Garsten. Sie wurde spätestens 1367 eine Filialkirche der Pfarrkirche Wolfsbach unter dem Patronat vom Benediktinerstift Seitenstetten; 1647 wurde sie Vikariatskirche und 1808 inkorporierte Pfarrkirche des Stiftes. Der heutige Kirchenbau wurde um 1500 auf der romanischen Vorgängerkirche erbaut. Dazu wurde 1960 am Triumphbogen ein anschließendes Rundapsisfundament ergraben. 1960 erfolgte eine Restaurierung und Neugestaltung des Kircheninneren, eine Außenrestaurierung 1996.

## Architektur
Die Pfarrkirche im südlichen Teil des Ortes Engstetten steht auf einem abfallenden Gelände in einem Friedhof. Die spätgotische Hallenkirche hat einen vorgestellten Westturm, einen eingezogenen Chor und spätere Anbauten. Das einheitlich verputzte Kirchengebäude zeigt die originale spätgotische Färbelung aus dem Ende des 15. Jahrhunderts. Das Satteldach ist mit Biberschwanzziegeln gedeckt. Zwischen den Strebepfeilern teils mit Wasserschlag sind Spitzbogenfenster. Die Fenster zeigen im Süden Reste eines spätgotischen profilierten Gewändes. Beim Langhaus wurden bei der Restaurierung (1960) die bestehenden Fenster nach unten verlängert. Im Norden beim Korbbogenportal mit der Nennung 1779 wurde eine barocke Portalvorhalle mit einem Halbwalmdach angebaut. Im Süden ist ein Stichbogenportal mit der freigelegten Nennung 1547 mit einem Türblatt aus der 1. Hälfte des 19. Jahrhunderts. Der spätgotische Chor ist an den Schrägseiten der Apsis gefenstert und zeigt unter der Traufe ein gemaltes spätgotisches Spitzbogenfries mit stilisierten Lilien und Zweigen und Putzschnittfaschen der Fenster, welche 1996 freigelegt wurden. Im nördlichen Chorwinkel wurde 1770 eine hervortretende Sakristei mit Steingewändefenstern mit Steckgitter unter einem Schleppdach angebaut. Die Sakristei hat im Westen ein Stichbogenportal mit einem originalen Türinnenblatt. Der massive gedrungene spätgotische – im Kern romanische – Turm hat Steckgitter in Schlitzluken und rundbogige Schallfenster und darüber ein Uhrengeschoß mit einer nachbarocken Laternenhaube von 1841.
Das Langhausinnere um 1500 hat eine annähernd quadratische zweischiffige Halle mit zwei hintereinander angeordneten mittigen oktogonalen Säulen, überwölbt mit einem vernetzten Rippengewölbe auf Konsolen mit bemerkenswerten Gewölbeverschleifungen mit einer zweijochigen Wandgliederung und einer dreijochigen Stützenfolge mit fächerartigen Rippenanläufen. Die hallenbreite Westempore über einem spitzbogigen Stichkappengewölbe mit angeputzten Kreuzgraten aus der 2. Hälfte des 16. Jahrhunderts wurde 1869 über zwei Korbbogenarkaden vorgezogen und 1960 mit einer Holzbrüstung versehen. In der Westwand der Halle ist axial ein spätgotisches Schulterportal mit einem original beschlagenen Eisenplattentürblatt zum kreuzgratgewölbten Turmerdgeschoß. Im Turmerdgeschoß ist eine Wappengrabplatte zu Hans Hofman 1619. Der abgefaste spätgotische Triumphbogen ist zum Chor leicht eingezogen. Der zweijochige Chor mit 3/8-Schluss um 1500 ist niedriger als das Langhaus und mit einem Netzrippengewölbe auf Konsolen überwölbt. Am Chorscheitel ist eine naiv-expressionistische Wandmalerei Kreuzigungsgruppe der Malerin Lydia Roppolt (1960).
Im Norden des Chores ist der Zugang zur Sakristei mit einem Tonnengewölbe mit Stichkappenpaar. Die Portalvorhalle im Norden ist flach gedeckt. Das Hauptportal ist ein spätgotisches verstäbtes Schulterportal mit originalem Türblatt mit einem Schloss in Ranken.

## Ausstattung
- Überlebensgroßes Kruzifix aus dem 1. Viertel des 16. Jahrhunderts.
- Leinwandbild Madonna im Ährenkleid als Kopie nach einem spätgotischen Vorbild aus dem 17. Jahrhundert.
- Statue Mater dolorosa aus dem 2. Viertel des 18. Jahrhunderts.
- Ehemaliges Hochaltarblatt Taufe Christi des Malers Martin Johann Schmidt (1792).
- Nachbarocker Kreuzweg aus der 1. Hälfte des 19. Jahrhunderts.
- Taufstein und Kirchengestühl von 1960.
- Der Volksaltar und Tabernakel wurde 1973 aus dem ehemaligen Hochaltar adaptiert.
- Ambo von 1973.
- Krippe mit 20 Figuren um 1900.
- Orgel vom Orgelbau Gebr. Mauracher (1952).

## Kirchhof
Der Kirchhof ist teils mit einer 1891 erneuerten Mauer umschlossen. Korbbogenportal zwischen Pilastern im Norden von 1779. Kriegerdenkmal mit einem Reliefpfeiler Christus mit sterbendem Soldat vom Bildhauer Kunibert Zinner (1962). Im Süden des Kirchhofs wurde 1997/1998 eine Aufbahrungshalle nach den Plänen des Architekten Peter Pazmandy erbaut.

## Pfarrhof
Der Pfarrhof im Westen der Pfarrkirche wurde 1804/1805 nach den Plänen des Architekten Johann Stökler erbaut, erhielt einige spätere Veränderungen und wurde 1993 restauriert. Der zweigeschoßige Bau unter einem Walmdach mit Biberschwanzziegeln hat ein gebändertes Erdgeschoß und am Obergeschoß einen Rieselputz und Fenster mit Klostergitterkästen. Die ehemalige Küche ist tonnengewölbt. Nördlich vom Pfarrhof ist ein teilweise verändertes ehemaliges Wirtschaftsgebäude um 1864.